# 1955年勒芒惨剧
47°56′59.5″N 0°12′26″E / 47.949861°N 0.20722°E

事故成因示意图

1955年勒芒惨剧是指一場在1955年6月11日於法國利曼舉辦的勒芒24小时耐力赛（24 Heures du Mans）中发生的严重賽車事故。
下午6點26分，在第35圈剛結束時，由英國車手迈克·霍索恩所駕駛的捷豹D-Type將準備進維修站時突然減速切入，蘭斯·麥克林（Lance Macklin）所駕駛的奥斯汀·希利100太過於接近迈克·霍索恩駕駛的捷豹D-Type，便朝向賽道左側進行閃避，導致在左側車道直行的法國車手皮耶·列文（Pierre Levegh）所駕駛的梅賽德斯-賓士300SLR賽車煞車不及和前方的奥斯汀·希利100發生碰撞，由於車速非常快，賽車碰撞後便騰空飛起，落地撞擊路旁的土坡護欄，造成車輛解體並開始燃燒，而車體碎片和零件殘骸則以極快的速度如刀片般飛入路邊的觀眾席，造成83名观众和车手当场死亡，另外120多人受伤。
這次事件是國際賽車史上傷亡最慘重的一場意外，而起因就是位於前方的Jaguar D-type並未安全的進入維修站，而是突然減速切入使得後方的Austin-Healey驚嚇閃躲，並造成更後方的Mercedes-Benz 300SLR撞擊。這次災難讓種種的賽車安全問題浮出，也讓各方協會開始討論並開始制定賽車相關的安全規範。
事件之後，賓士車隊在比賽結束之前宣布僅存的兩輛19與21號賽車退出1955年24小時利曼大賽，而賓士也在此次事件後一度退出賽車運動，並一直到80年代末期才回歸。

## 外部連結
- Newsreel footage of the 1955 race and crash（页面存档备份，存于）
- Le Mans 1955 from The Mike Hawthorn Tribute Site – extensive 1955 Le Mans coverage, including reports, analysis and photos
- Life Magazine report of the 1955 Le Mans Disaster（页面存档备份，存于）
- 1955 Le Mans Disaster depicted and analysed in depth by a witness (currently available only in French)
- BBC: On This Day: 11 June 1955（页面存档备份，存于）
- Pierre Levegh at motorsportmemorial.org（页面存档备份，存于）
- Video of accident and aftermath
- （页面存档备份，存于）